# Apitossina
L'apitossina, o veleno d'ape, è un liquido di sapore prima dolciastro e poi amaro, limpido e incolore, solubile in acqua ma non in alcol. La porzione attiva del veleno è costituita da una complessa miscela di proteine che provoca un'infiammazione locale ed agisce come anticoagulante. Il veleno è prodotto dall'apparato velenifero dell'ape posto nell'addome delle api operaie e ottenuto dalla miscela di secrezioni sia acide che basiche. L'apitossina, risultato della miscela, è acida (pH da 4,5 a 5,5). La densità è di 1,13 g/cm³. Un'ape può iniettare circa 0,1-0,2 mg di veleno attraverso il suo pungiglione. L'apitossina è simile al veleno dei serpenti e alla tossina dell'ortica. Si stima che circa l'1% della popolazione sia allergica alle punture delle api. L'apitossina può essere neutralizzata dall'etanolo, ma non dalle alte o basse temperature.

## Componenti dell'apitossina
La melittina è il componente principale dell'apitossina poiché rappresenta il 52% dei peptidi del veleno. La melittina è un potente agente anti-infiammatorio che induce l'organismo alla produzione di cortisolo. Previene anche la distruzione delle cellule in caso di forte infiammazione.
L'apamina accresce la produzione di cortisolo nelle ghiandole surrenali. L'apamina agisce anche come neurotossina.
L'adolapina rappresenta il 2-5% dei peptidi, agisce come anti-infiammatorio e analgesico in quanto blocca la cicloossigenasi.
La fosfolipasi A2 rappresenta il 10-12% dei peptidi ed è l'elemento più distruttivo dell'apitossina. È un enzima che riesce a degradare i fosfolipidi di cui sono composte le membrane cellulari. Provoca anche una riduzione della pressione sanguigna ed inibisce la coagulazione del sangue. Fosfolipasi A2 attiva anche l'acido arachidonico che viene metabolizzato nel cicloossigenasi formando prostaglandine. Le prostaglandine regolano la risposta infiammatoria dell'organismo. Il veleno delle vespe contiene fosfolipasi A1
La ialuronidasi rappresenta l'1-3% dei peptidi, provoca la dilatazione dei capillari che a sua volta è la causa dell'allargamento dell'infiammazione.
Le istamine rappresentano lo 0,5-2% ed sono coinvolte nel meccanismo di risposta allergica.
Le dopamine e noradrenaline rappresentano l'1-2% e provocano l'aumento della frequenza cardiaca.
I proteasi-inibitori rappresentano il 2% e agiscono come anti-infiammatorio e provocano l'arresto del flusso sanguigno.

## Effetti della puntura dell'ape
Il pungiglione dell'ape operaia è dotato di uncini e quindi, una volta conficcato nei tessuti epiteliali elastici dei mammiferi come l'uomo, vi rimane. L'ape non è più in grado di liberarsi finché, lacerando i tessuti, lascia il pungiglione, l'apparato velenifero e una parte delle viscere dove si trovano. Le contrazioni dell'apparato velenifero continuano dopo il distacco e quindi, per evitare che il veleno continui a fluire, occorre rimuovere prontamente il pungiglione. L'ape muore nel giro di 4 minuti. La puntura provoca un dolore acuto per pochi minuti quindi arrossamento, edema e gonfiore con riscaldamento dei tessuti per circa 48 ore e infine prurito nella fase terminale.
Le punture più pericolose per i soggetti non ipersensibili sono quelle all'interno della bocca poiché il rigonfiamento della laringe o della base della lingua può portare all'ostruzione delle vie respiratorie e quindi al soffocamento. Una buona precauzione, in questo caso, è quella di verificare l'assenza di insetti sulla superficie dei frutti raccolti direttamente dalle piante. Sono pericolose anche le punture attorno o direttamente sull'occhio.
Per i soggetti ipersensibili le conseguenze possono essere molto gravi e quindi per approfondire l'argomento si consiglia di consultare un medico specialista di fiducia, i centri specializzati sulle punture degli insetti e la letteratura specialistica.

## Biologia
Sono dotate di pungiglione e apparato velenifero solo le femmine dell'ape (operaie): i fuchi ne sono sprovvisti. L'ape regina tuttavia ha un pungiglione modificato rispetto a quello delle operaie, adatto solo per i combattimenti con le altre regine o per uccidere le larve nelle celle reali. Le operaie iniziano a produrre veleno nei primi giorni di vita fino a raggiungere la produttività massima al 15º giorno d'età. Mentre le api giovani non pungono se non importunate, le api anziane sono più aggressive e perciò incaricate della difesa dell'alveare. La sacca velenifera contiene circa 0,3 mg di veleno.

## Modalità di raccolta del veleno d'ape
La raccolta del veleno d'ape avviene inducendo le api, con scariche elettriche a bassa tensione, ad estroflettere il pungiglione e quindi ad emettere il veleno. Utilizzando un apposito telaio collegato ad un dispositivo elettrico gli apicoltori ottengono la deposizione del veleno su una lastra di vetro senza che il pungiglione rimanga conficcato nel sovrastante telo di nylon. Una volta essiccato sulla lastra il veleno viene raschiato e conservato sotto forma di cristalli.

## Terapia con veleno d'ape
La terapia con veleno d'ape viene utilizzata da taluni come cura per i reumatismi ed i dolori articolari grazie alle sue proprietà anticoagulanti e anti-infiammatorie. Viene usata anche per desensibilizzare le persone allergiche alle punture degli insetti. La terapia con veleno d'ape può essere somministrata anche sotto forma di pomata sebbene potrebbe risultare meno efficace della somministrazione attraverso la puntura delle api vive.
In omeopatia il veleno d'ape viene utilizzato per produrre il rimedio Apis mellifera.
Recentemente si stanno valutando anche i suoi effetti sulle cellule tumorali, probabilmente causati dalla mellitina.